# Santa Lucia
Santa Lucia (Siracusa, 7 marzo 283 – Siracusa, 13 dicembre 304) fu
una martire cristiana, uccisa durante la grande persecuzione dei cristiani sotto Diocleziano, nell'anno 304.
È venerata come santa dalla Chiesa cattolica e dalla Chiesa ortodossa, che la commemorano il 13 dicembre. È una delle sette vergini menzionate nel Canone romano ed è tradizionalmente invocata come protettrice della vista, a motivo dell'etimologia latina del suo nome (Lux, "luce"). Le sue spoglie mortali sono custodite nel santuario di Lucia a Venezia. Il luogo di culto principale è il santuario di Santa Lucia al Sepolcro a Siracusa.

## Agiografia
Secondo l'agiografia tramandata da due antiche e distinte fonti quali una Passio del codice greco Papadopulo ed i latini Atti dei Martiri (entrambi risalenti alla fine del V secolo), Lucia era una giovane di Siracusa, nata nel 283 d.C.
Di nobile casato e cristiana, orfana di padre (il cui nome era probabilmente Lucius) sin da quando ella aveva cinque anni, era promessa in sposa a un pagano. Ella tuttavia, sin da tenera età, aveva fatto segreto voto di castità a Cristo. La madre, Eutychia, da anni ammalata di emorragie, spendeva invano ingenti somme per curarsi. Lucia ed Eutychia si recarono dunque pellegrine a Catania al sepolcro di Sant'Agata, (martire nel 251 d.C.), pregandola di intercedere per la guarigione. Giunte lì il 5 febbraio dell'anno 301, dies natalis di Agata, Lucia si assopì durante la preghiera e vide in visione la santa catanese, circondata da schiere angeliche dirle: «Lucia, sorella mia, vergine consacrata a Dio, perché chiedi a me ciò che tu stessa puoi concedere? Infatti, la tua fede ha giovato a tua madre ed ecco che è divenuta sana. E come per me è beneficata la città di Catania, così per te sarà onorata la città di Siracusa».

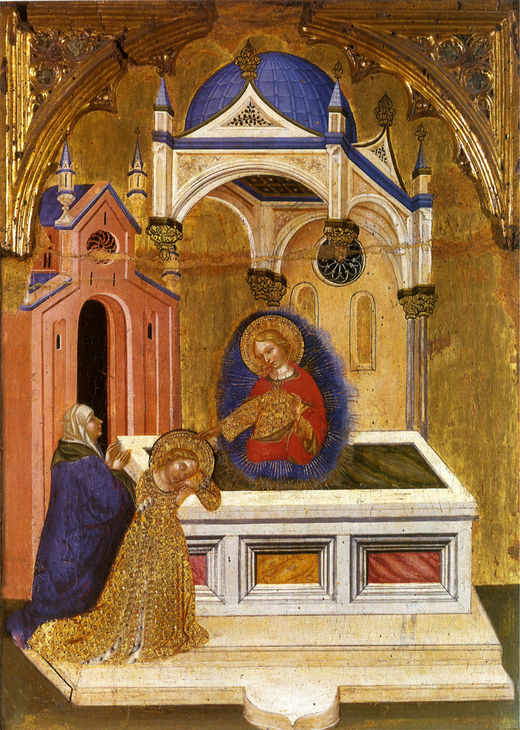
Jacobello del Fiore, Santa Lucia al sepolcro di sant'Agata, 1410.

Avveratasi la guarigione di Eutychia, mentre facevano ritorno a Siracusa, Lucia esternò alla madre la sua ferma decisione di consacrare la sua verginità a Cristo, e di elargire il suo patrimonio ai poveri. Per i successivi tre anni, ella visse dunque a servizio di infermi, bisognosi e vedove presso le catacombe cristiane della città. Il pretendente, vedendo la desiderata Lucia privarsi di tutti gli averi ed essendo stato definitivamente respinto da quest’ultima, volle vendicarsi, denunciandola come cristiana. Erano infatti in vigore i decreti della persecuzione dei cristiani emanati dall'imperatore Diocleziano.

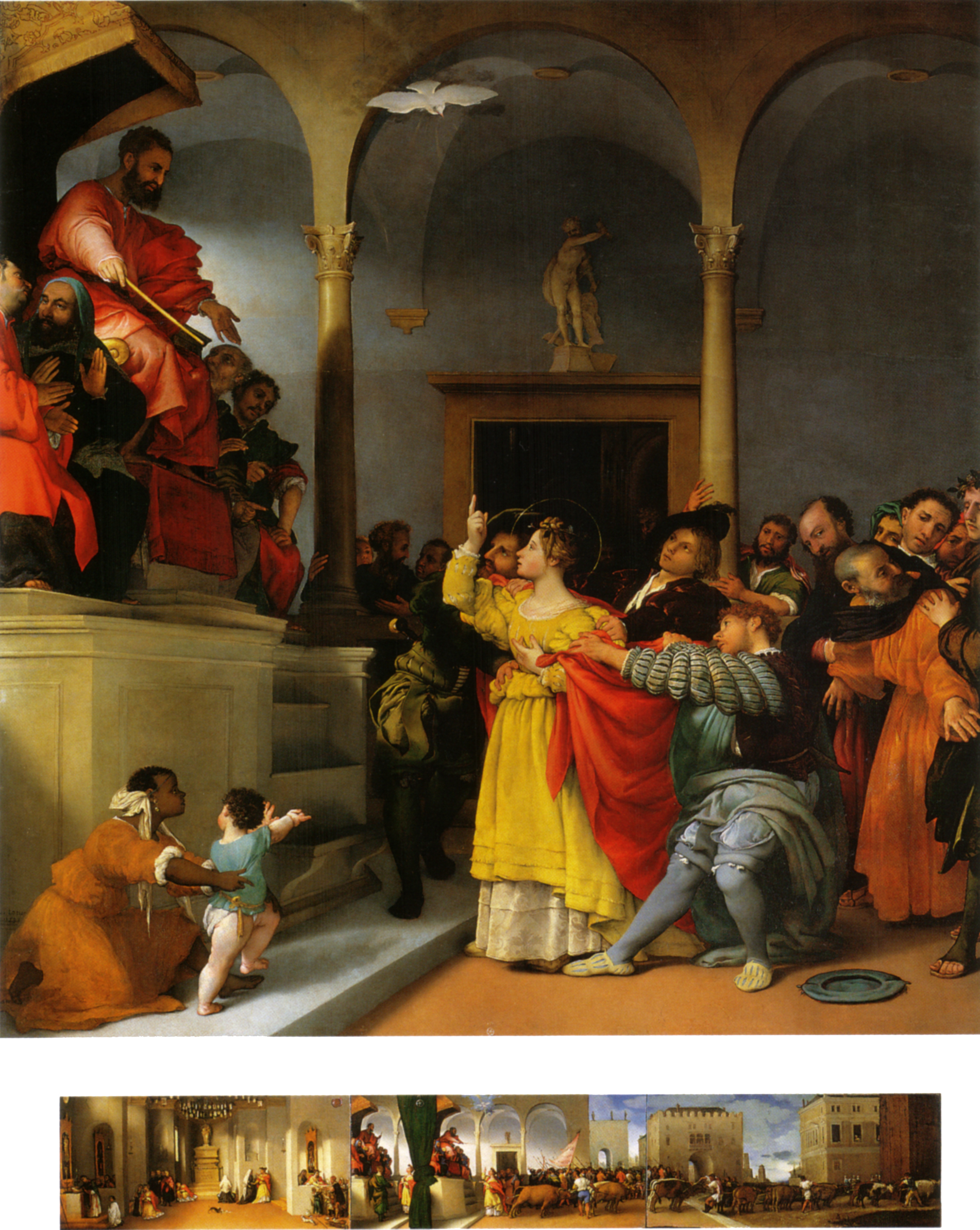
Lorenzo Lotto, Santa Lucia davanti al giudice, 1532.

Al processo che sostenne dinanzi al prefetto Pascasio, le fu imposto di fare sacrifici agli dei romani; ella però non rinnegava affatto il suo credo, ma difese la sua posizione proclamando con ispirazione divina i passi delle Sacre Scritture. Alla minaccia di essere condotta nel disonore in un postribolo, Lucia rispose: «Il corpo si contamina solo se l'anima acconsente».

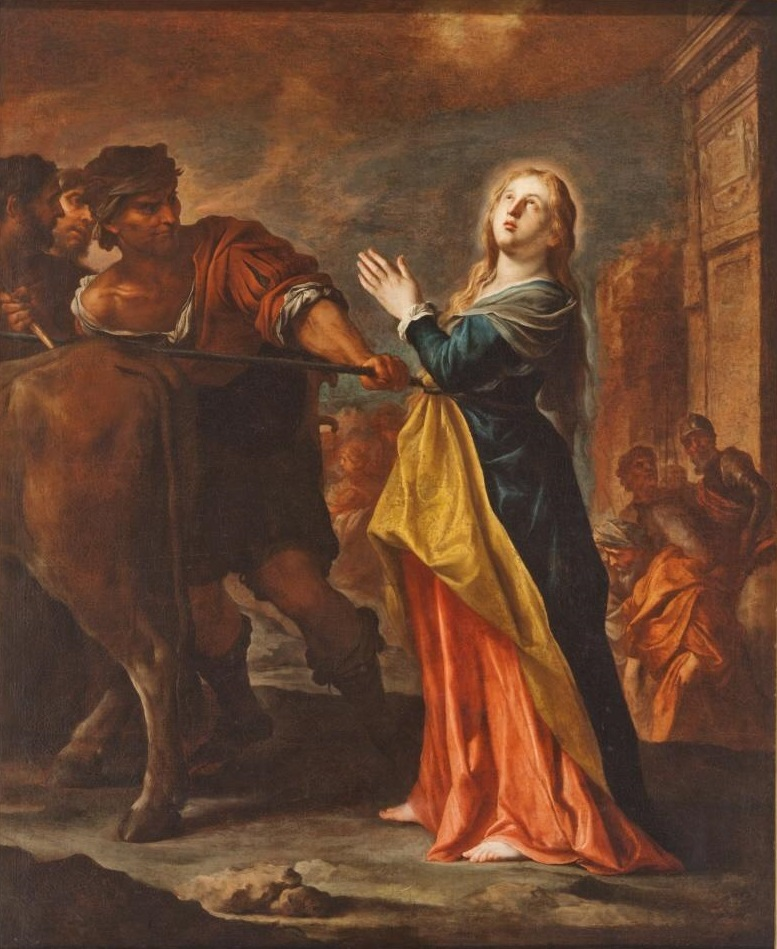
Santa Lucia condotta al martirio, opera di Pietro Novelli (del XVII secolo; Madrid, Real Academia de Bellas Artes de San Fernando).

Il dialogo sempre più serrato tra lei e l'arconte finì col ribaltarsi delle posizioni: Lucia infatti prevalse su Pascasio e gli dichiarò di essere pronta a subire ogni sua diabolica tortura, pur di non acconsentire al peccato.  Il prefetto dunque, infuriato, ordinò che la giovane venisse condotta via con la forza ma, come riportano le fonti, divenne miracolosamente immobile, tanto che né decine di uomini né la forza di funi legate a buoi riuscirono a smuoverla. Accusata di stregoneria, Lucia allora fu cosparsa di olio, posta su legna, pece e resine per essere arsa nel fuoco, ma le fiamme non la toccarono. Fu infine fatta inginocchiare e finire di spada; secondo le fonti latine, le fu infisso un pugnale in gola (jugulatio), mentre per gli atti greci venne decapitata, il 13 dicembre dell'anno 304, all'età di ventun anni. Morì non prima di aver ricevuto l'Eucaristia, profetizzando la fine delle persecuzioni, la pace per la Chiesa con la caduta di Diocleziano e il suo patronato su Siracusa.

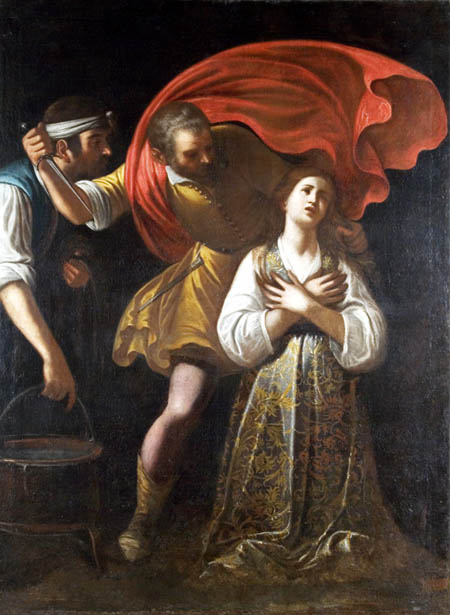
Mario Minniti, Martirio di santa Lucia.

Risulta privo di fondamento e assente nelle molteplici narrazioni e tradizioni, almeno fino al secolo XV, l'episodio in cui Lucia si sarebbe strappata - o le avrebbero cavato - gli occhi. L'emblema degli occhi sulla coppa, o sul piatto, sarebbe da ricollegarsi, più semplicemente, alla devozione popolare che l'ha sempre invocata protettrice della vista, a motivo dell'etimologia del suo nome dal latino: Lux ("luce").
Una fonte scritta da un testimone del tempo è invece la fine, ritenuta miracolosa, della carestia dell'anno 1646 in Sicilia. La prima domenica di maggio 1646, una quaglia fu vista volteggiare dentro il Duomo di Siracusa durante la Messa. Quando la quaglia si posò sul soglio episcopale, una voce annunciò l'arrivo al porto di un bastimento carico di frumento. Il popolo vide in quella nave la risposta data da Lucia alle tante preghiere che a lei erano state rivolte, e per la gran fame non aspettò di macinarlo, ma lo consumò bollito. Da qui nasce la cuccìa, tipico piatto siracusano. Per ricordare questo evento miracoloso, il simulacro di santa Lucia viene festeggiato per le vie di Ortigia, a Siracusa, la prima e la seconda domenica di maggio. 

## La diffusione del culto
(Martirologio Romano)

Sin dal giorno della deposizione del suo corpo nelle catacombe che da lei presero il nome, Lucia venne subito venerata come santa dai siracusani e il suo sepolcro divenne meta di pellegrinaggi. Nell'introduzione al romanzo storico Lucia di René du Mesnil de Maricourt del 1858, Ampelio Crema scrisse: «la prima e fondamentale testimonianza sull'esistenza di Lucia ci è data da un'iscrizione greca scoperta nel giugno del 1894 durante scavi archeologici del professor Paolo Orsi nella catacomba di San Giovanni, la più importante di Siracusa: essa ci mostra che, già alla fine del quarto secolo o all'inizio del quinto, un siracusano - come si deduce dall'epigrafe alla moglie Euschia - nutriva una forte e tenerissima devozione per la "sua" santa Lucia, il cui anniversario era già commemorato da una festa liturgica. Tale iscrizione è stata trovata su una sepoltura del pavimento, incisa su una lapide quadrata di marmo, misurante cm 24x22 e avente uno spessore di cm 3, tagliata irregolarmente. Le due facce della pietra erano state ricoperte di calce: ciò indica che la tomba era stata violata». Così recita l'epigrafe o iscrizione di Euschia: 
 Questa iscrizione è conservata al museo archeologico regionale Paolo Orsi di Siracusa ed è esposta nel percorso museale.

Il culto di Lucia ben presto si diffuse fuori della Sicilia, come dimostrano la presenza del suo nome nell’antichissimo martirologio geronimiano, la menzione nel Canone romano della Messa da parte di Gregorio Magno (604 d.C.), la devozione in Roma, dove vennero dedicate varie chiese in suo onore e nell’Italia settentrionale, dove fu effigiata a Ravenna nella Basilica di Sant'Apollinare Nuovo nella processione delle vergini. Il culto giunse anche in Inghilterra, dove venne festeggiata fino alla Riforma anglicana con una giornata in cui era concesso non lavorare, e nella chiesa Greca, dove san Giovanni Damasceno stesso ne compose la liturgia. 

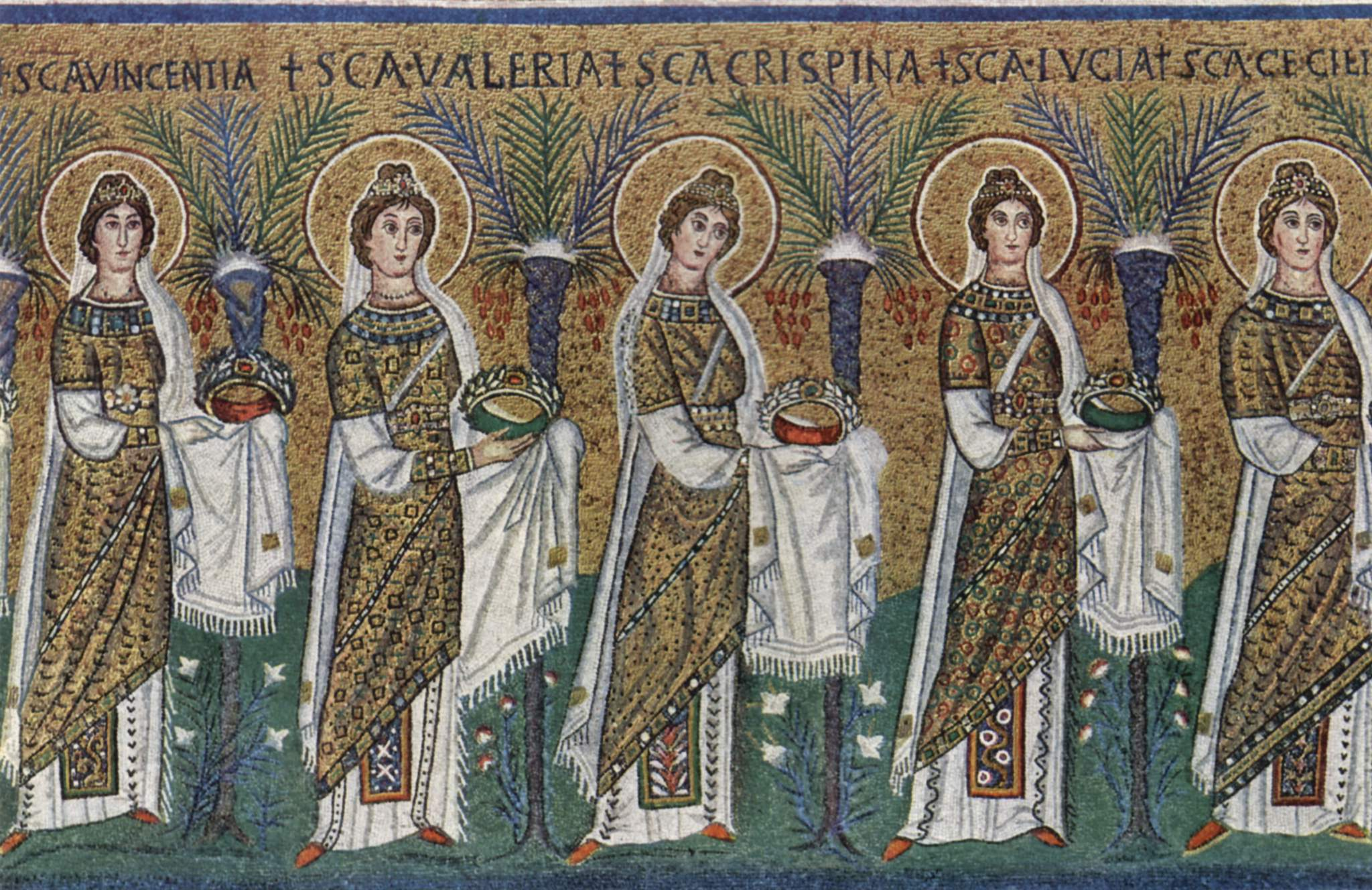
Processione delle vergini. Mosaico della navata della Basilica di Sant'Apollinare Nuovo a Ravenna. Lucia è la seconda da destra.

Reliquie del suo corpo furono richieste e donate in più parti dell'Europa come in Francia e Portogallo. La Repubblica di Venezia ne ha diffuso il culto in buona parte del nord Italia, più che altro nei territori pertinenti alla Serenissima situati lungo il nord-est.
La memoria liturgica ricorre il 13 dicembre. Antecedentemente all'introduzione del calendario gregoriano (1582), la festa cadeva in prossimità del solstizio d'inverno (da qui il detto «santa Lucia il giorno più corto che ci sia»), ma non vi coincise più in seguito all'adozione del nuovo calendario per una differenza di 10 giorni. La celebrazione della festa in un giorno vicino al solstizio d'inverno è probabilmente dovuta anche alla volontà di sostituire antiche feste popolari che celebrano la luce e si festeggiano nello stesso periodo nell'emisfero nord.

## Le vicende delle reliquie

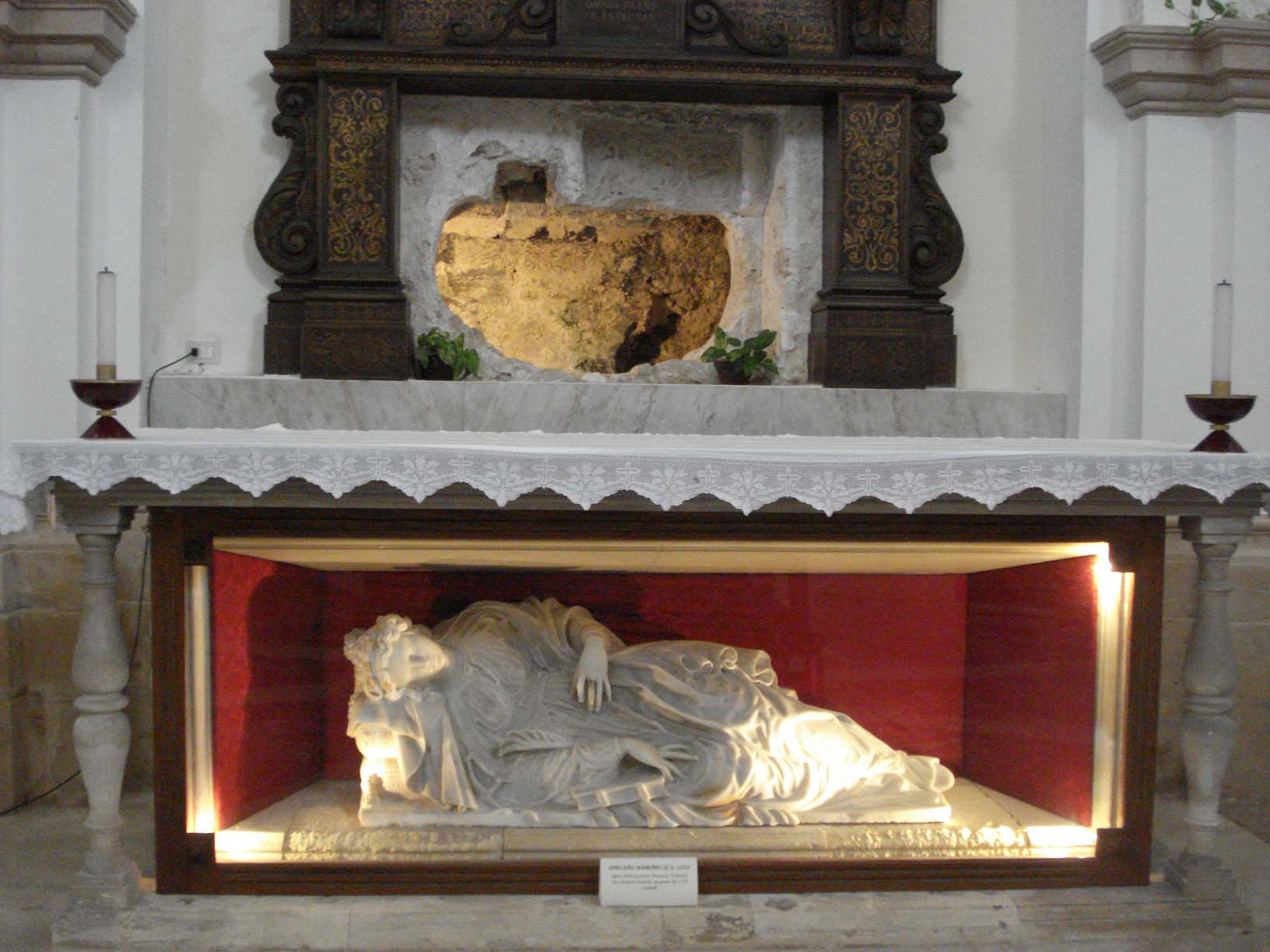
Chiesa di Santa Lucia al Sepolcro a Siracusa, Primo sepolcro di santa Lucia. La statua sottostante, opera di Gregorio Tedeschi del 1634 trasudò miracolosamente durante un'invasione spagnola nel 1735.

Nel 1039, il generale bizantino Giorgio Maniace trafugò il corpo per farne omaggio al suo sovrano, a Costantinopoli. I siracusani, infatti, dopo l’occupazione araba della Sicilia, avevano nascosto il corpo della santa giovinetta nelle catacombe, in un luogo segreto. Maniace riuscì a farselo indicare, probabilmente con l’inganno, da un anziano, il cui nome non è mai stato indicato nel corso dei secoli per non marchiare d’infamia lui e i suoi discendenti Il corpo della santa fu portato insieme alle spoglie di sant'Agata a Costantinopoli, per farne dono all'imperatrice Teodora. Da lì fu trafugato nel 1204 dai veneziani, che conquistarono la capitale bizantina a conclusione della quarta crociata e fu portato a Venezia come bottino di guerra. Arrivate nella città lagunare, le spoglie della santa furono portate inizialmente nell'isola di San Giorgio Maggiore. Nel 1279, il mare mosso capovolse le barche che si muovevano per omaggiare Lucia e da allora, a causa della morte di alcuni pellegrini, si decise di trasferire le reliquie nella Chiesa di Santa Lucia a Cannaregio, appunto intitolata alla santa. Nel 1861, la chiesa venne demolita a causa della costruzione della stazione ferroviaria, la quale prese il titolo della santa in suo ossequio, mentre già l'11 luglio 1860, il corpo era stato definitivamente trasferito nella vicina chiesa di San Geremia, in cui attualmente riposa, seppur i siracusani ne rivendichino da sempre e fortemente il possesso nella loro città. Nel 1955, il futuro papa Giovanni XXIII, all’epoca patriarca cardinale Angelo Roncalli, commissionò allo scultore Minotto una maschera in argento a copertura del volto della martire.
La notte del 7 novembre 1981, due ladri introdottisi nella chiesa ruppero l'urna con le loro pistole e rubarono le spoglie, suscitando l'indignazione e l'apprensione di tutti i devoti. La notizia del ritrovamento del corpo arrivò la mattina del 13 dicembre, giorno della festa della martire, 36 giorni dopo il furto. Il corpo fu ritrovato nella zona lagunare di Cason Montiron, e quindi ricomposto in un'urna di cristallo antiproiettile.
Un significativo gesto è avvenuto a Siracusa nel dicembre del 1988 volto a segnare una comunione fraterna tra le Chiese di Siracusa e Venezia. Il cardinale Marco Cé si recò in Sicilia per presiedere le celebrazioni per la Santa il 13 dicembre del 1988. In tale occasione il Patriarca Marco donò una insigne reliquia dell'avambraccio sinistro della giovane martire come segno di fraternità, comunione e conciliazione tra la diocesi di Venezia e quella di Siracusa, gesto volto a chiudere la "querelle" relativa al ritorno del corpo. In tale senso tale gesto venne letto dall'allora arcivescovo Lauricella con «un significato di pace» tra le Chiese. Il Patriarca Marco era stato invitato ufficialmente a presiedere le celebrazioni dalla Deputazione di Santa Lucia già il 15 settembre del 1987. La preziosa reliquia è stata preparata per il viaggio in Sicilia con la partecipazione dei fedeli della parrocchia veneziana dei Santi Geremia e Lucia, delle Suore dell’Istituto “Figlie di San Giuseppe” e del Maestro vetraio Giuseppe Nardin.
Il gesto del Patriarca Marco Cé, secondo un articolo del dicembre del 1988 uscito sul settimanale diocesano di Venezia “Gente Veneta”, si situava nel contesto di una serie di appuntamenti di scambio e comunione tra le diocesi italiane volte a cementare ulteriormente la collaborazione tra Chiese del Nord e del Sud, di cui il Congresso Eucaristico di Reggio Calabria (svoltosi dal 5 al 12 luglio del 1988) fu il momento culminante. «Sono venuto per attestare solidarietà e stima per la vostra storia» disse il Patriarca Marco a Siracusa il 13 dicembre ‘88. Al termine della Messa pontificale avvenne il dono delle reliquie da parte del cardinale veneziano all’arcivescovo Lauricella. In tale occasione il sindaco di Siracusa Sandro Spagna dichiarò che «Oggi due città, due Chiese nobilissime per storia e tradizione si incontrano nel nome di Lucia possedendo il dono di una comune venerazione mai affievolitasi».
Le sacre spoglie della santa tornarono in via eccezionale a Siracusa per sette giorni nel dicembre 2004 in occasione del 17º centenario del suo martirio. La permanenza delle spoglie fu accolta da una incredibile folla di siracusani e da gente accorsa da ogni parte della Sicilia. Da parte di taluni si è vociferato circa alcune trattative tra l'allora Arcivescovo di Siracusa Giuseppe Costanzo e l'allora Patriarca di Venezia Angelo Scola per un ritorno permanente delle reliquie. Tuttavia di questi presunti dialoghi tra Venezia e Siracusa non vi sono prove documentali.
Le sacre spoglie della santa, dopo più di 1000 anni, sono tornate anche a Erchie (BR) dal 23 aprile al 2 maggio 2014, in occasione della festa della protettrice del paese, per poi ritornarci nuovamente dal 24 aprile al 4 maggio 2019 insieme a quelle della patrona Sant'Irene.
Il corpo della santa tornò nuovamente a Siracusa dal 14 al 22 dicembre 2014, in occasione del 10º anniversario della prima visita del corpo nella sua città natale su richiesta dell'arcivescovo di Siracusa Salvatore Pappalardo: «Il patriarca di Venezia, mons. Francesco Moraglia, che ringrazio, mi ha confermato la sua disponibilità dopo che gli avevo personalmente richiesto di riavere il corpo della nostra Patrona nel decennale della prima visita a Siracusa». Il presule ringraziò anche il Patriarca di Venezia pubblicamente, il 14 dicembre 2014, per la devota custodia delle reliquie e per il dono di questa seconda “peregrinatio corporis” non scontata: «Ringrazio Sua Eccellenza Reverendissima mons. Francesco Moraglia, Patriarca di Venezia, il quale non solo ha accolto molto amabilmente la nostra richiesta e ha consentito la traslazione temporanea del corpo di santa Lucia qui a Siracusa, ma lui stesso, con squisita delicatezza e in segno di comunione ecclesiale, è venuto ad onorarci della sua presenza e a pregare con noi nel luogo del martirio».
La martire siracusana è tornata in città per la terza volta dal 14 al 26 dicembre 2024, per poi far tappa a Carlentini (26-27 dicembre), Belpasso (27-28 dicembre), Aci Catena (28 dicembre) e Catania (28-30 dicembre) dove la teca con le reliquie della martire siracusana è stata accolta dinnanzi alla chiesa di San Placido e dopo una breve processione ha varcato il portone centrale della cattedrale, qui l’incontro col busto reliquiario di Sant’Agata, esposto dopo l’apertura straordinaria del sacello. Il Santo Padre Francesco ha voluto indirizzare, il 13 dicembre 2024, una lettera all’arcivescovo Francesco Lomanto per questa nuova “peregrinatio corporis” temporanea dalla città lagunare, che da otto secoli custodisce la santa, alla città nella quale ha brillato la sua testimonianza. Il Papa ha evidenziato il legame spirituale tra Venezia e Siracusa: «La comunione fra due Chiese particolari, che ha reso possibile questa traslazione temporanea, indica a sua volta un modo di abitare il mondo che può vincere le tenebre che ci circondano: c’è luce dove ci si scambiano doni, dove il tesoro di uno è ricchezza per l’altro. La menzogna che distrugge la fraternità e devasta il creato suggerisce, invece, il contrario: che l’altro sia un antagonista e la sua fortuna una minaccia. Troppo spesso gli esseri umani si vedono così».
Per la seconda volta è stato lo stesso Patriarca Francesco Moraglia ad accompagnare le reliquie della santa, presiedendo la Santa Messa solenne nel santuario mariano delle Lacrime alle ore 16 del 14 dicembre. È di circa 250 mila presenze la stima definitiva dei fedeli accorsi per venerare le sacre spoglie di santa Lucia durante i giorni trascorsi a Siracusa, a testimoniare l’immutato affetto dei propri devoti e concittadini, che ancora oggi ne invocano il suo ritorno definitivo in città.

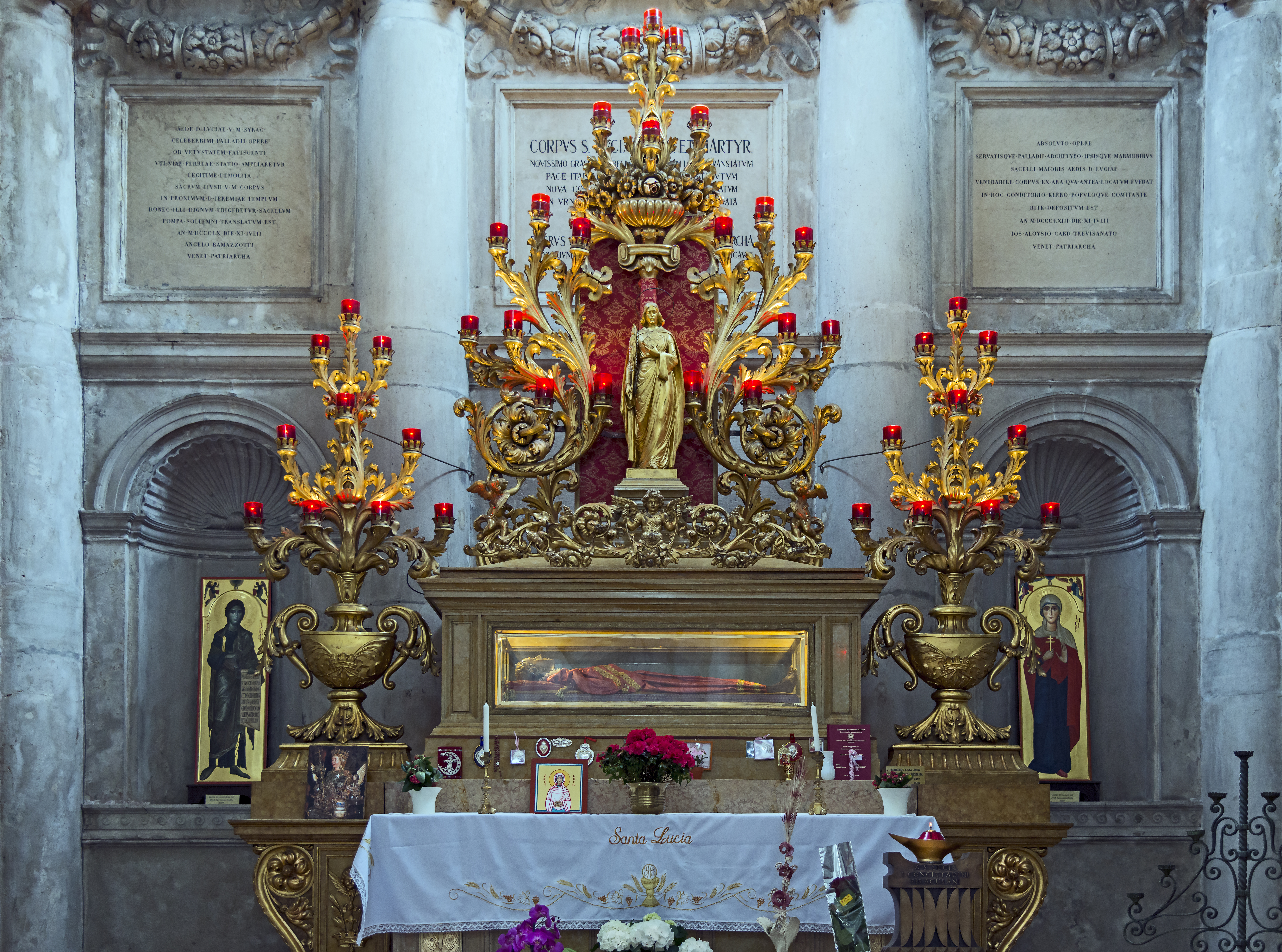
Corpo di santa Lucia conservato nel Santuario di Lucia (ex Chiesa di San Geremia) a Venezia.

## Nella letteratura
La figura di santa Lucia, nel corso dei secoli, è stata fonte di ispirazione non soltanto sul piano strettamente religioso e teologico, ma anche e soprattutto letterario. Essa ha trovato spazi sia nella letteratura colta che in quella legata alla tradizione popolare di questo o quell'ambiente in cui si è, in varia misura, radicato il culto verso la martire siracusana.

### NellaDivina Commedia
Nell'ambito della tradizione letteraria propriamente detta, la figura della santa ispirò Dante Alighieri. Il poeta nel Convivio afferma di aver subìto in gioventù una lunga e pericolosa alterazione agli occhi a causa delle prolungate letture (Convivio, III-IX, 15), ottenendo poi guarigione per intercessione della santa siracusana. Gratitudine, speranza e ammirazione indussero quindi il sommo poeta ad attribuirle un ruolo fondamentale non soltanto nella sua vicenda personale, ma anche, allegoricamente e simbolicamente, in quella dell'umanità intera nel suo viaggio oltremondano descritto nella Divina Commedia.

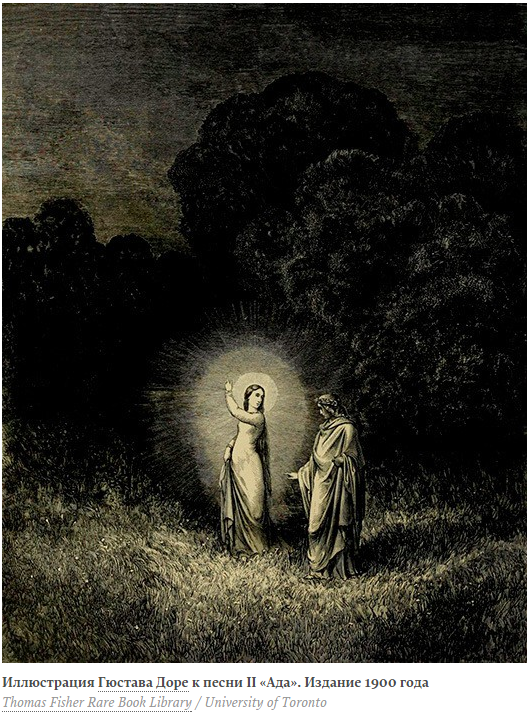
Santa Lucia e Dante in un'illustrazione di Gustave Doré.

Secondo Salvatore Greco Santa Lucia, nelle tre cantiche, diventa il simbolo della "grazia illuminante", per la sua adesione al Vangelo sino al sacrificio di sé, dunque "via", strumento per la salvezza eterna di ogni uomo, oltre che del Dante personaggio e uomo.
Questa interpretazione religiosa della personalità storica della vergine siracusana, quale santa che illumina il cammino dell'uomo nella comprensione del Vangelo e nella fede in Cristo, risale già ai primi secoli della diffusione del suo culto. Così, infatti, l'hanno esaltata, promuovendone la devozione, papa Gregorio I, Giovanni Damasceno, Aldelmo di Malmesbury e tanti altri. Ed è a questa interpretazione della figura di santa Lucia che si collega Dante, in aspra e aperta polemica con il contesto storico di decadenza morale, politica, civile del suo tempo; tema, peraltro, di fondo che percorre tutta l'opera dalla "selva oscura" all'ascesa verso l'"Empireo".
Se esaminiamo con attenzione la figura della martire nella Divina Commedia, si scorge in Lei un personaggio che ci appare vivo e reale nel coniugare in sé qualità celestiali e umane allo stesso tempo. È creatura celeste e umana; quando su invito di Maria scende dall'Empireo, per avvertire Beatrice dello smarrimento di Dante e del conseguente pericolo che incombe su di lui:
(Dante Alighieri, Inferno, II, 92-96)
A questo punto la santa si rivolge a Beatrice, la donna amata dal poeta, invitandola a soccorrere Dante personaggio prima che sia troppo tardi:
(Inferno, II, 103-108)
E ancora, nel 2º regno oltremondano, il Purgatorio, santa Lucia è creatura umana, materna nel prendere Dante assopito, dopo un colloquio con illustri personaggi in una località amena (la "Valletta dei Principi"), ed a condurlo alla porta d'ingresso del Purgatorio:
(Purgatorio, IX, 55-57)
E così, dopo averlo aiutato ad intraprendere il difficile cammino di salvezza, a seguito dello smarrimento nella "selva oscura", lo mette in condizione di intraprendere il percorso della purificazione dei propri peccati. Anche qui Dante personaggio, per influsso senz'altro del Dante autore e uomo a lei "fedele", accenna ancora una volta alla luminosa bellezza degli occhi della martire, non senza rimandi simbolici:
(Purgatorio, IX, 61-63)
Infine, la vergine siracusana è spirito celeste, quando al termine del viaggio ultraterreno, nel Paradiso, Dante personaggio su indicazione di S. Bernardo, la rivede nel primo cerchio dell'Empireo, accanto a sant'Anna e a san Giovanni Battista, nel trionfo della Chiesa da lei profetizzato durante il martirio:
(Paradiso, XXXII, 133-138)
Dante, raggiunta la pienezza della sua ascesa, associa questa volta significativamente
la figura di S. Lucia a quella della Madre di Maria, S. Anna, collocandola di fronte ad Adamo, il capostipite del genere umano. Maria, Beatrice, Lucia sono le tre donne che hanno permesso, per volere divino, questo cammino di redenzione al personaggio Dante, ma tra di esse, la vergine siracusana rappresenta per il sommo poeta, l'ineludibile anello di congiunzione (e quindi il superamento) fra l'esperienza terrena del peccato e il provvidenziale cammino ascetico-contemplativo dell'esperienza oltremondana.

### Legenda Aureae leCronache di Norimberga
Le vicende del martirio di santa Lucia sono narrate in due importanti testi di argomento religioso: la duecentesca celebre Legenda Aurea, scritta dal domenicano Jacopo da Varazze, un'agiografia riportante le storie dei 150 maggiori santi e martiri dell'epoca, e le Cronache di Norimberga un'opera compilatoria di Hartmann Schedel del 1493.

### Un poemetto in prosa di Garcia Lorca

Festa di santa Lucia a Napoli (1874) di Oswald Achenbach.

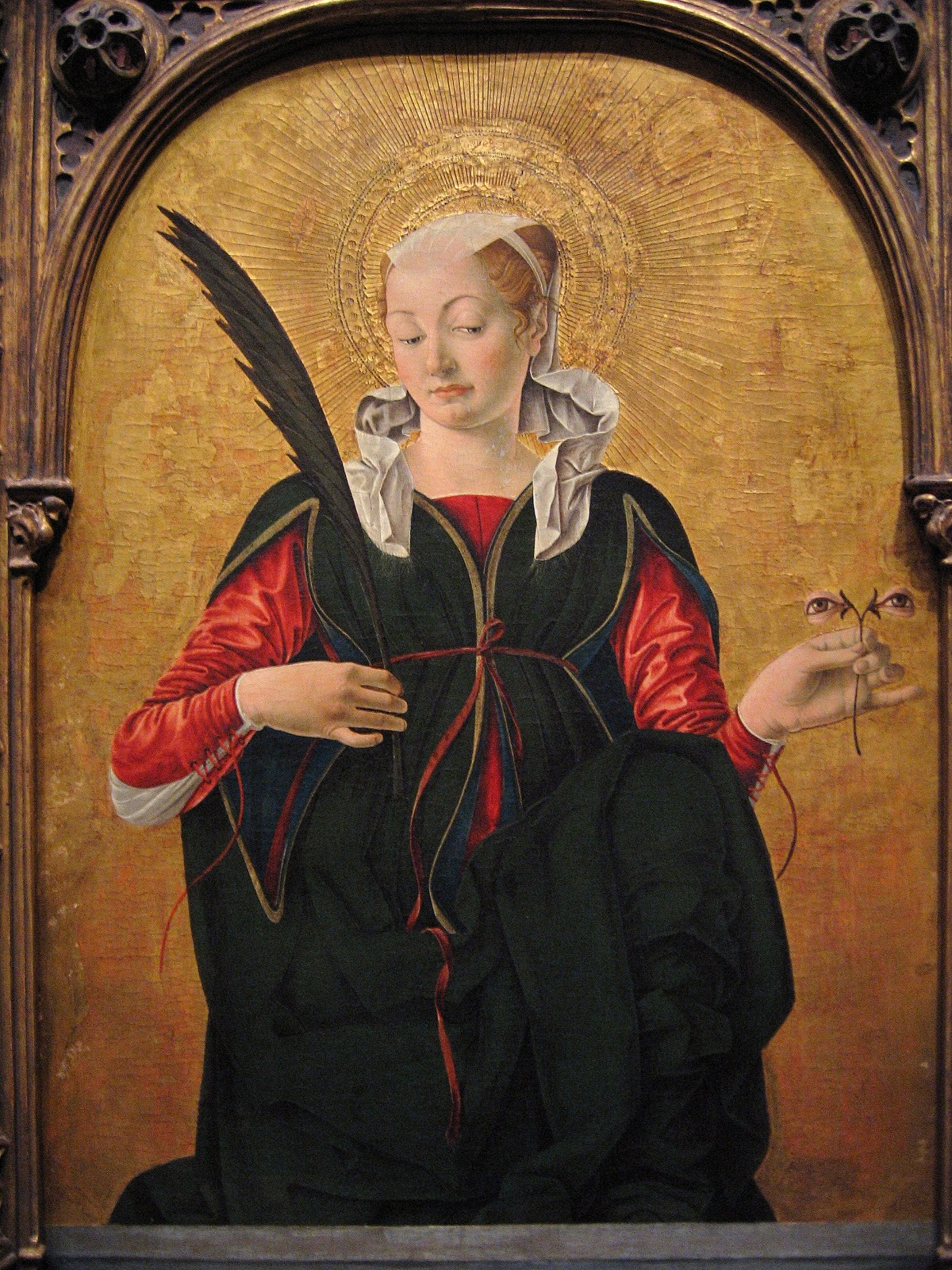
Francesco del Cossa, Santa Lucia (1472-1473).

Il poeta spagnolo Garcia Lorca ha dedicato a santa Lucia un poemetto in prosa intitolato Santa Lucia e San Lazzaro, dove parla della santa e delle impressioni legate soprattutto al simbolo degli occhi.
La pitturano con due bellissimi occhi di bue su un vassoio.

Sopportò il supplizio sotto il consolato di Pascasiano che aveva i baffi di argento e ululava come un cane da guardia. Come tutti i santi, propose e risolse teoremi deliziosi, di fronte ai quali gli apparecchi di fisica spaccano i loro vetri.

Dimostrò sulla pubblica piazza, di fronte alla sorpresa del popolo, che 1000 uomini e 50 paia di buoi non vincono la colombella sfavillante dello Spirito Santo. Il suo corpo, il suo corpaccio, diventò di piombo premuto. Nostro Signore, sicuramente, stava seduto con lo scettro della corona sulla sua cintura. Santa Lucia era una ragazza alta, col seno piccolo i fianchi larghi. Come tutte le donne selvagge, e di occhi troppo grandi, da uomo, con una molesta luce scura. Spirò su un letto di fiamme.»

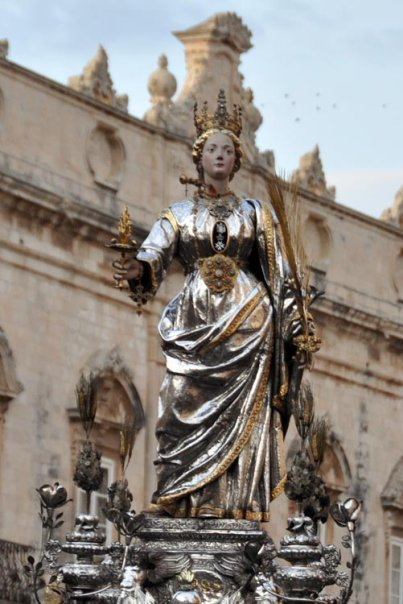
Il simulacro argenteo di santa Lucia, opera del 1599 del palermitano Pietro Rizzo in processione a Siracusa.

## Patrona della vista
È considerata dai devoti la protettrice degli occhi, dei ciechi, degli oculisti, degli elettricisti e degli scalpellini e viene spesso invocata contro le malattie degli occhi come la cecità, la miopia e l'astigmatismo. È considerata per tradizione, la patrona della vista e di tutti coloro che soffrono di problemi legati a quest'ultima.
Presso l'urna che accoglie le sacre spoglie della santa in San Geremia a Venezia, vengono quotidianamente portati ex voto e grazie ricevute.

## Geminidi: le stelle cadenti di Santa Lucia
Le Geminidi sono uno sciame meteorico che si verifica annualmente a causa dell'asteroide 3200 Phaethon. Esse vengono spesso chiamate «le stelle di Santa Lucia» e sono associate al giorno in cui si celebra la Santa patrona di Siracusa perché il culmine del loro passaggio si verifica proprio il 13 dicembre. Il 16 dicembre del 2017 l'asteroide Phaethon è passato vicino alla Terra (ripasserà nel 2093) e per questo motivo le Geminidi, la notte del 13 dicembre di tale anno, sono divenute più visibili rispetto agli anni precedenti.

## Nella cultura di massa
Santa Lucia è un personaggio giocabile nel videogioco Dante's Inferno (ispirato all'Inferno di Dante), più precisamente nel DLC “I tormenti di santa Lucia”. In questa versione è raffigurata come un angelo, e il suo compito è combattere varie schiere di dannati e di diavoli. Può anche essere affiancata dal protagonista Dante, di cui deve valutare le capacità prima di concedergli di salire al Purgatorio.
La figura di santa Lucia e le sue reliquie compaiono nella trama del film The Nun II del 2023.

## Iconografia
Per via della grande devozione nutrita nei confronti di Lucia sin dai primi secoli, sono molte le pregevoli opere d'arte in Italia ed Europa che ritraggono la vergine subire il martirio o in ricche vesti e recante la palma e il piatto con gli occhi.

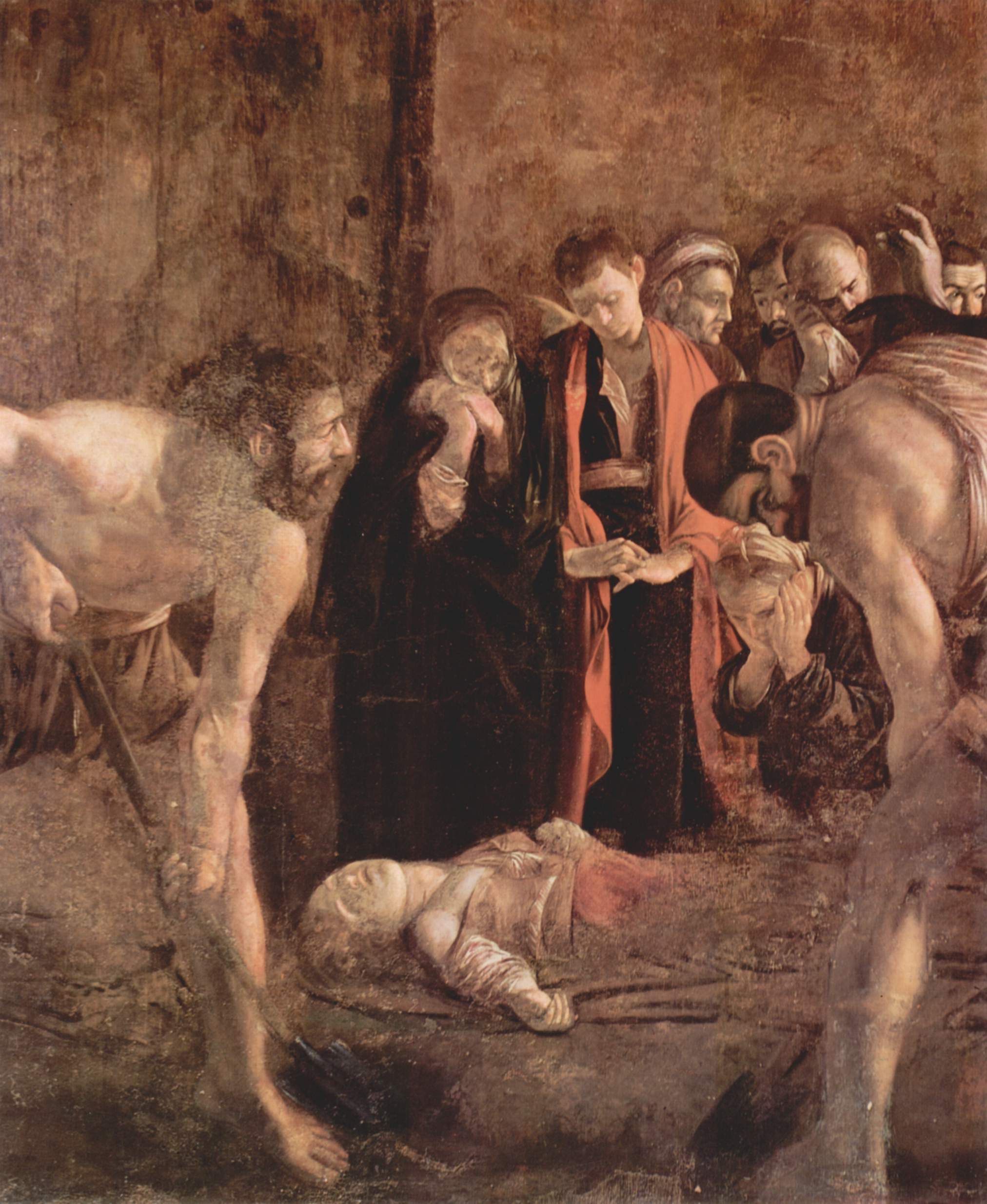
Particolare del Seppellimento di santa Lucia, Caravaggio, 1608.

Nel suo soggiorno siciliano, il Caravaggio fu incaricato di dipingere una tela d'altare realizzando così il Seppellimento di santa Lucia, attualmente locato presso il Santuario di Santa Lucia al Sepolcro a Siracusa.

## Galleria d'immagini

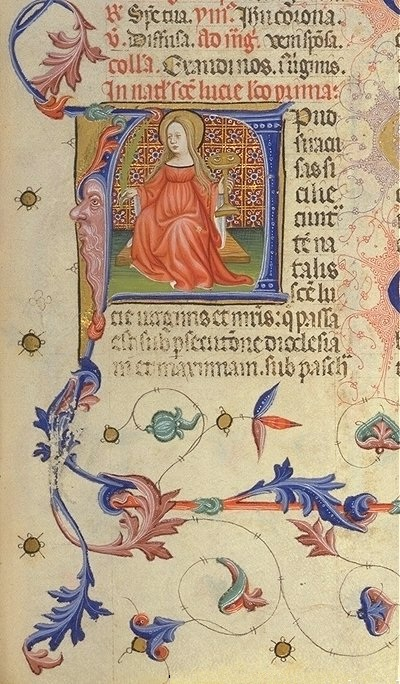
Santa Lucia nel manoscritto trecentesco Bréviaire di Martino d'Aragona.
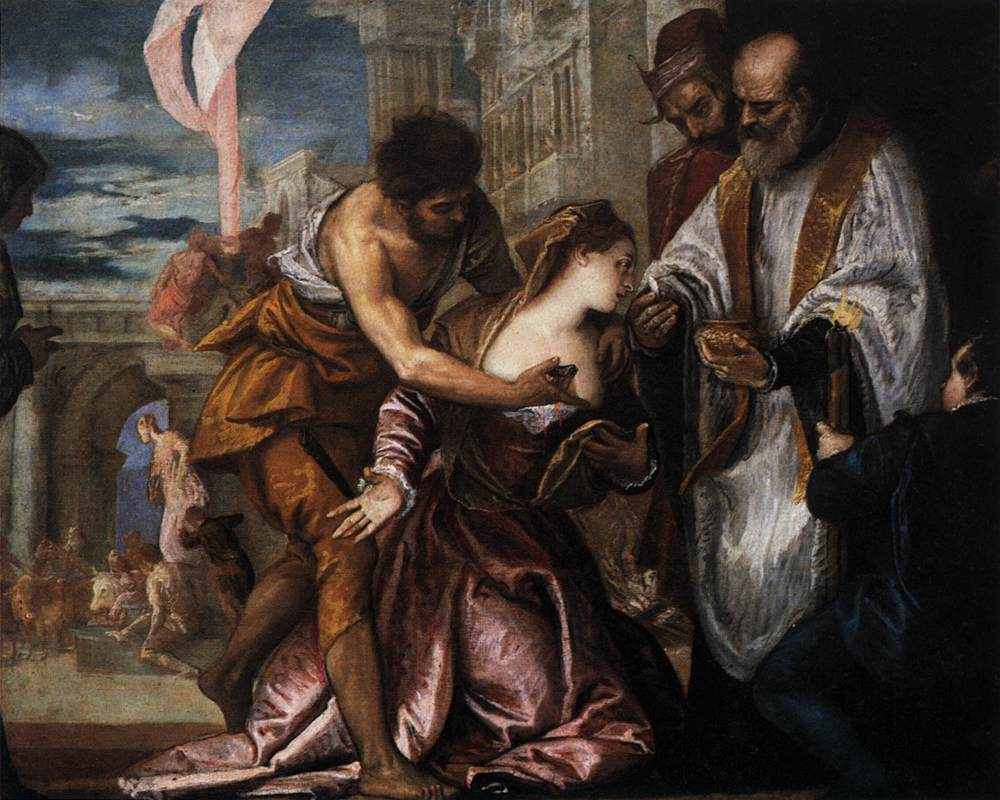
Paolo Veronese, Il martirio e l'ultima Comunione di santa Lucia.
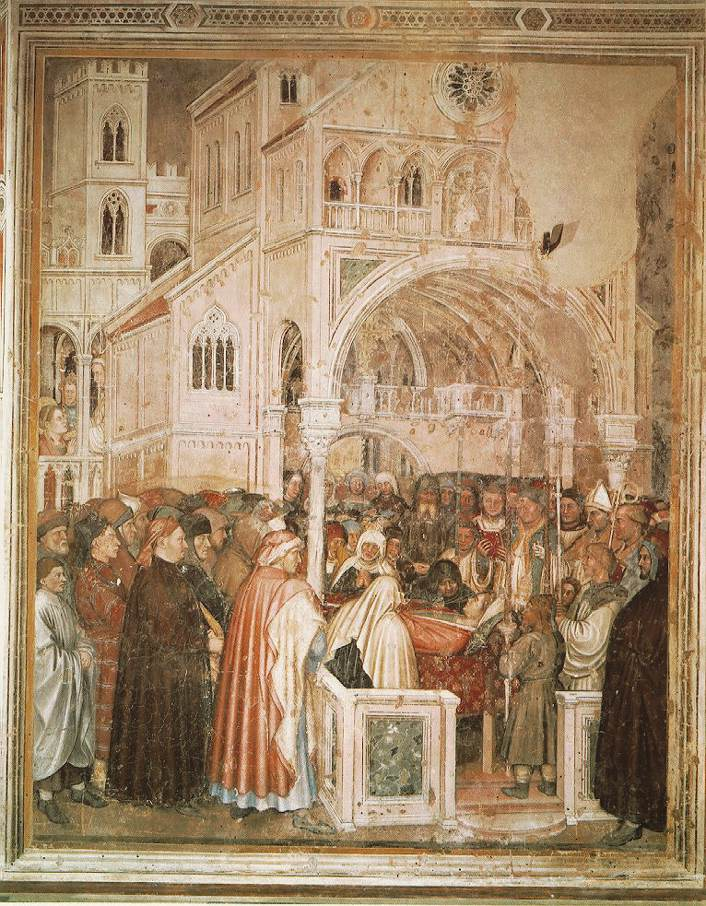
Altichiero, Esequie di santa Lucia, Padova.
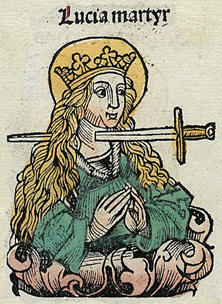
Illustrazione di santa Lucia nelle Cronache di Norimberga, 1493.
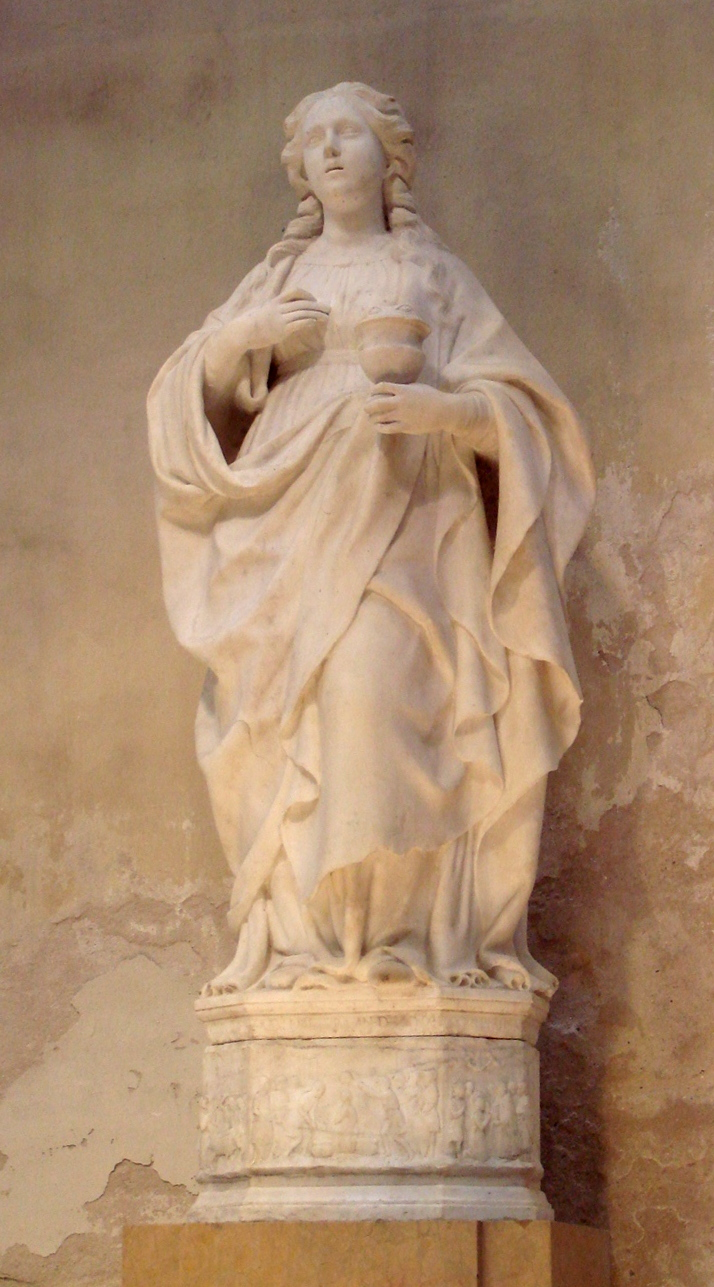
Statua di santa Lucia, opera di Antonello Gagini, duomo di Siracusa.
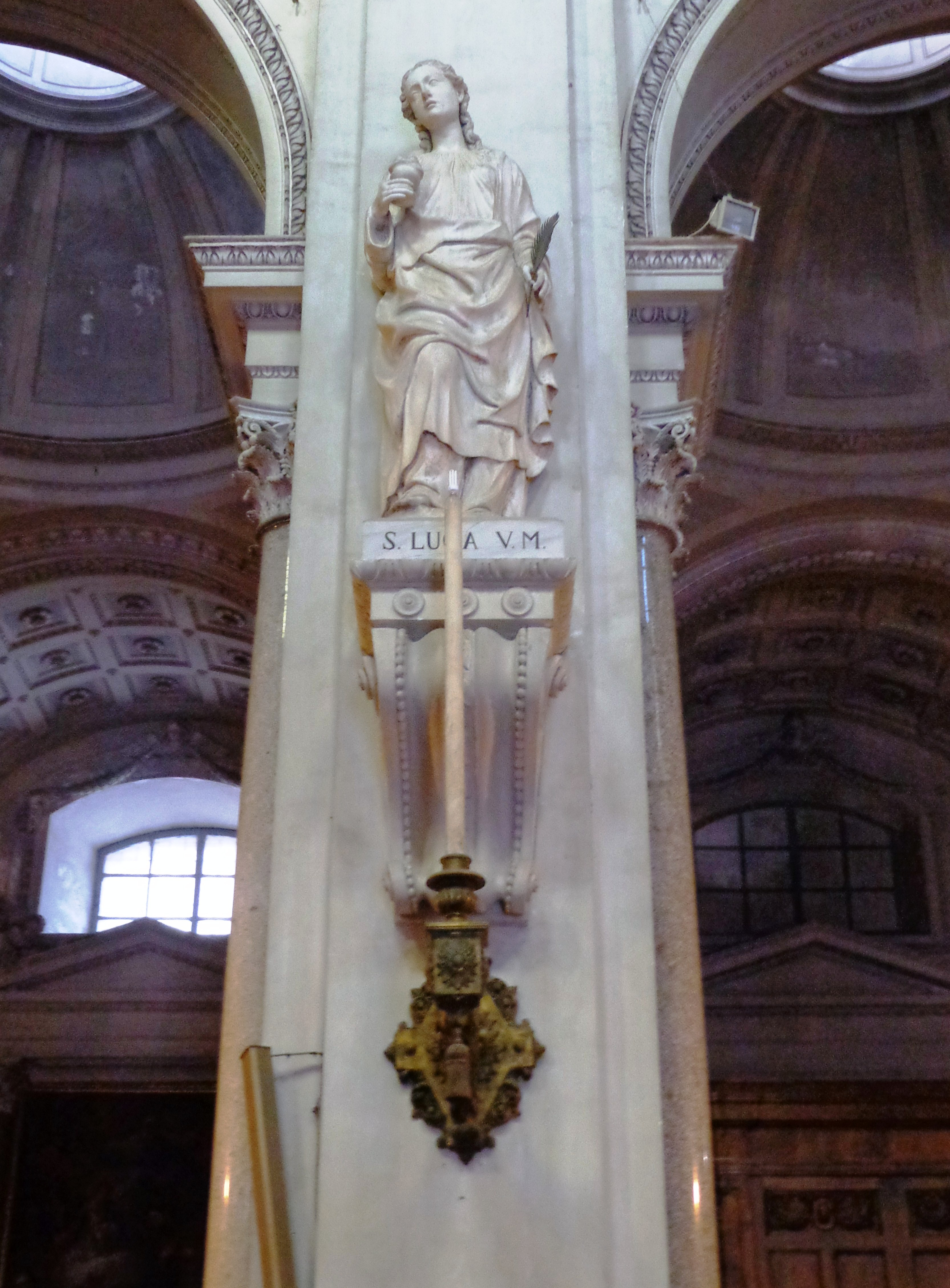
Santa Lucia, opera di Antonello Gagini, cattedrale di Palermo.
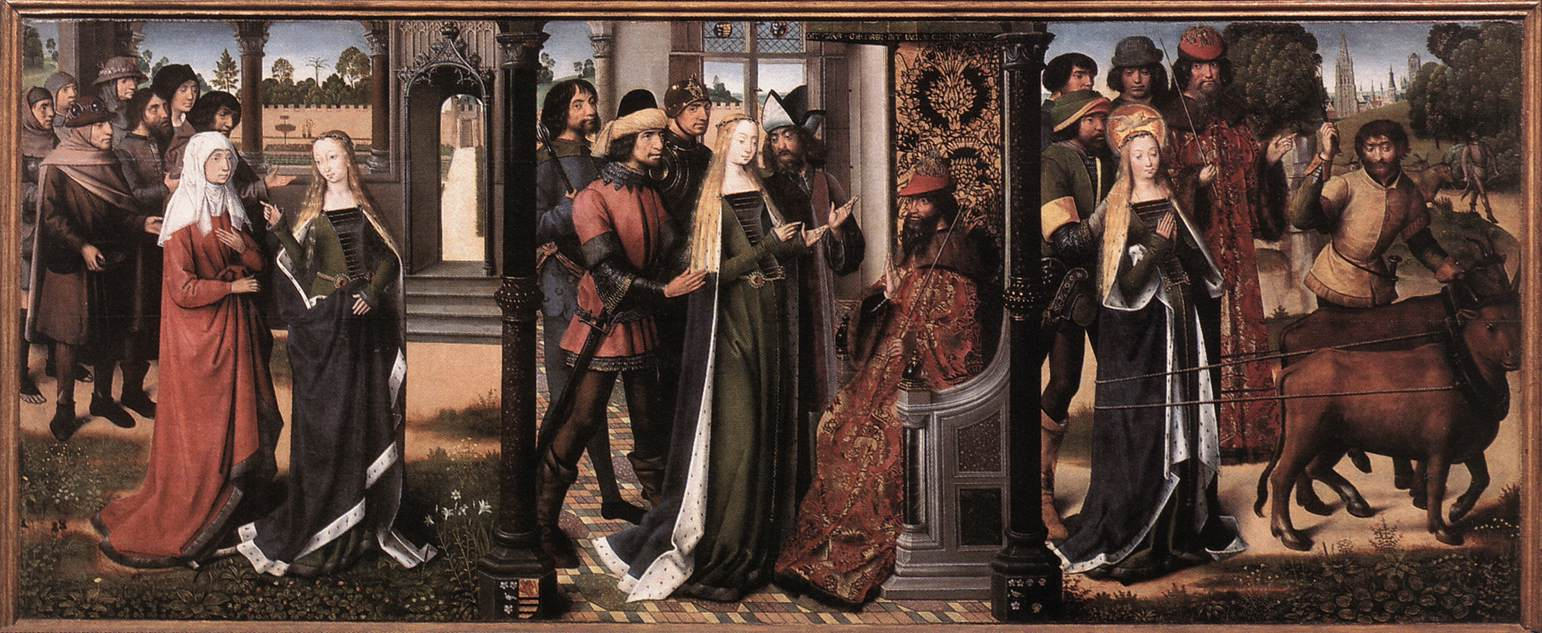
Leggenda di santa Lucia, anonimo olandese.
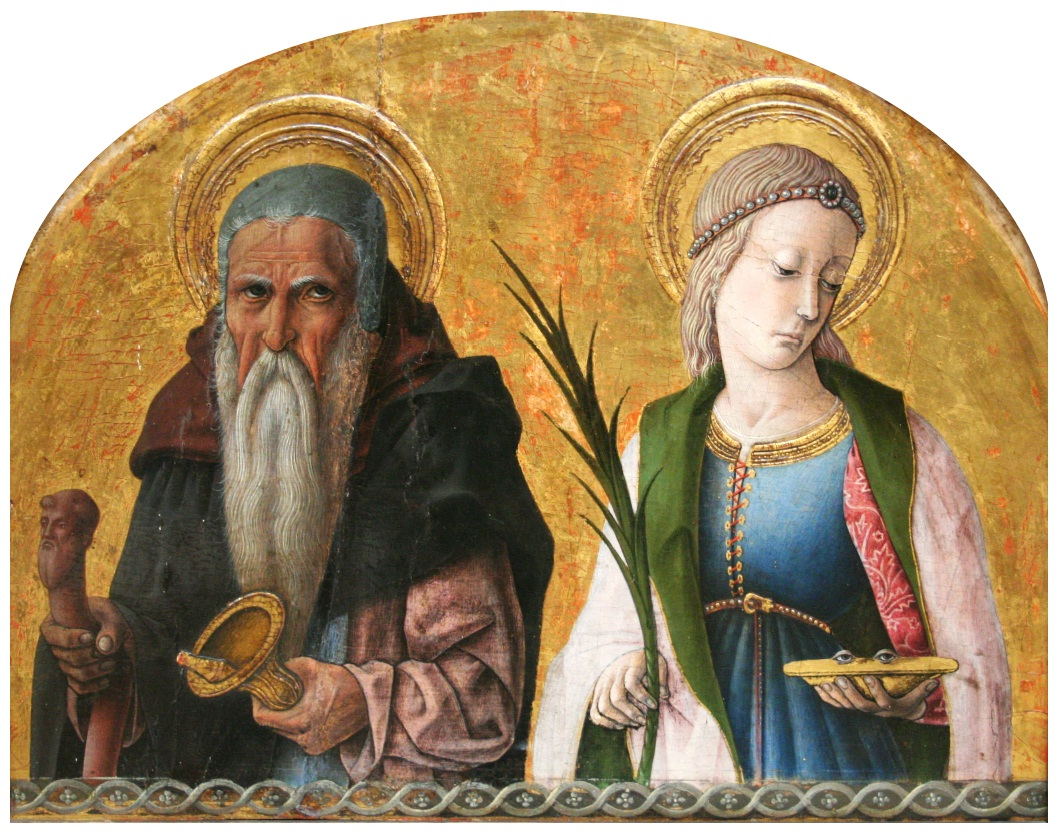
Sant'Antonio e santa Lucia Carlo Crivelli, 1470 circa.
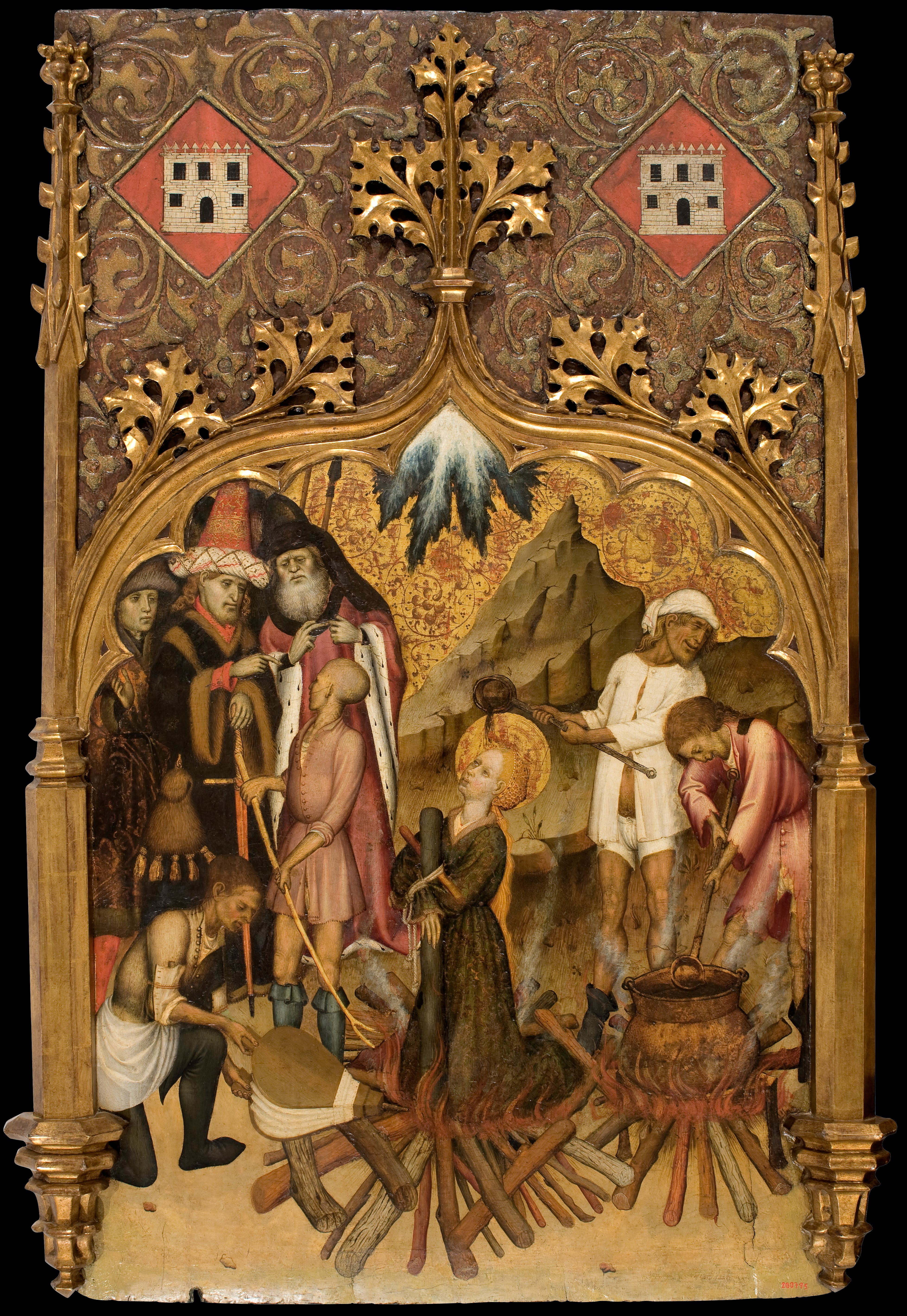
Martirio di santa Lucia, Bernat Martorell, 1435-1440.
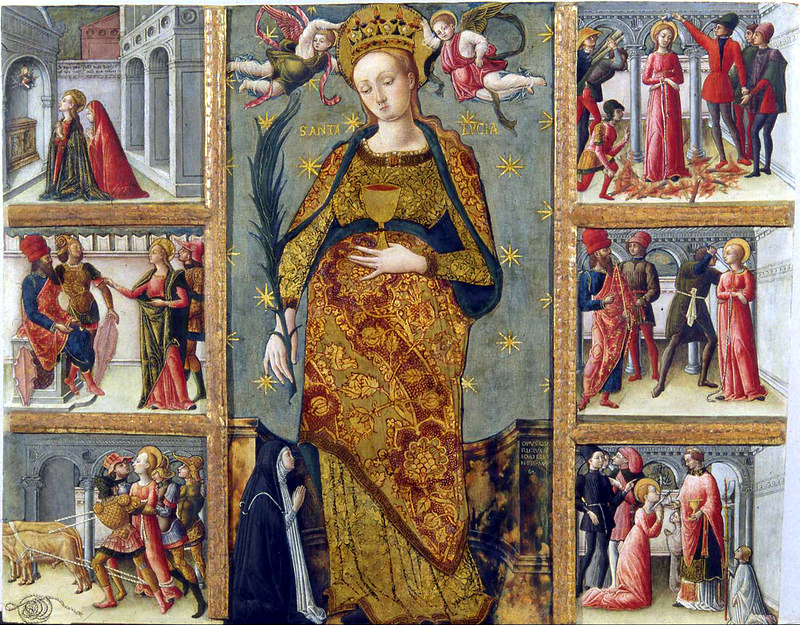
Santa Lucia e storie della sua vita, Quirizio da Murano, Pinacoteca dell'Accademia concordi, Rovigo.
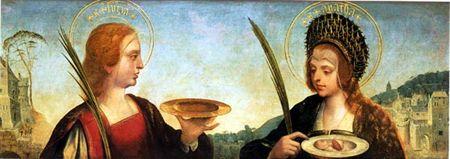
Santa Lucia e sant'Agata, Gregório Lopes.
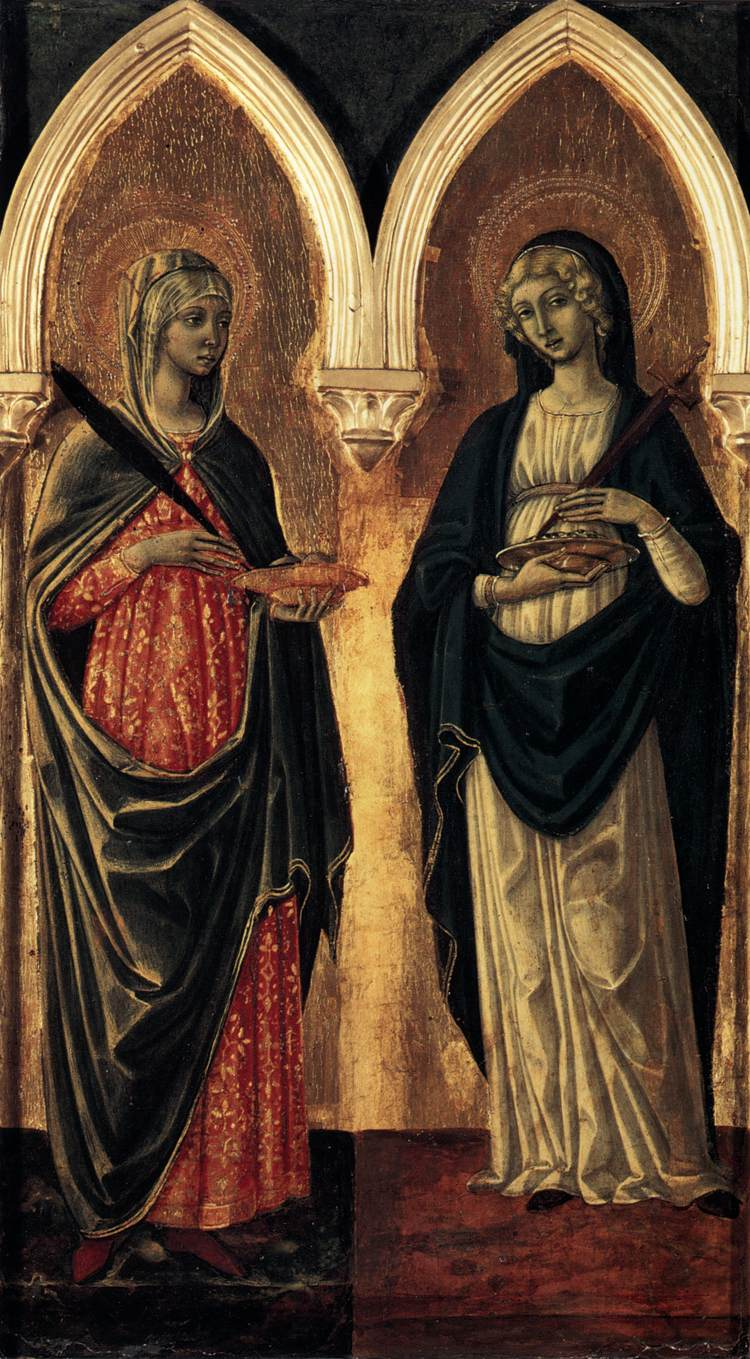
Sant'Agata e santa Lucia, Guidoccio Cozzarelli, 1480.
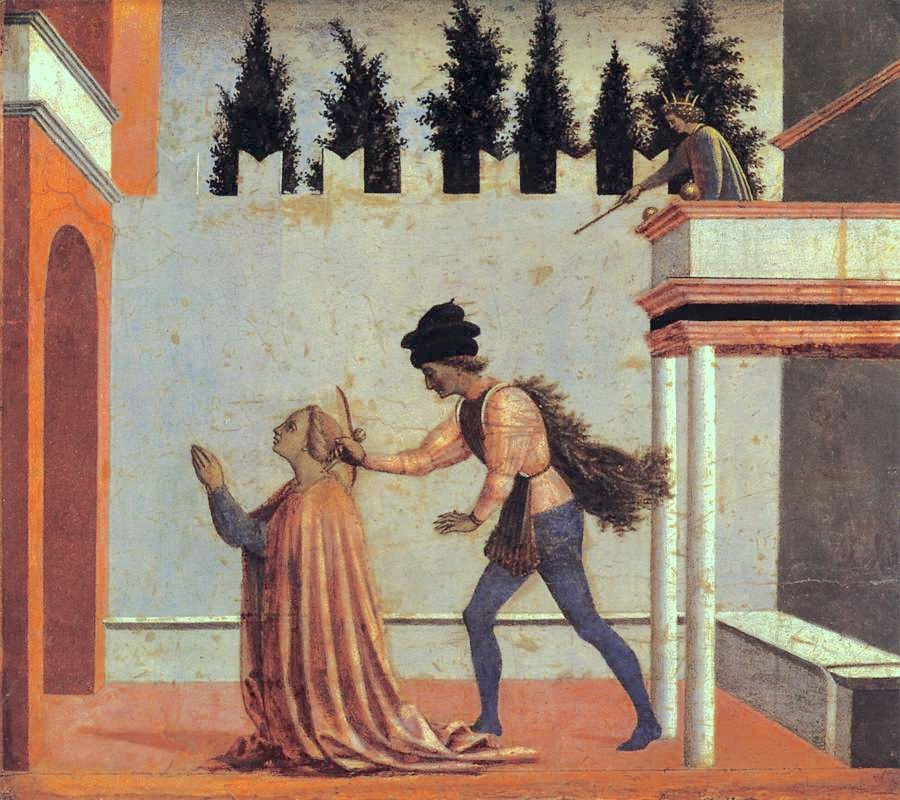
Martirio di santa Lucia, Domenico Veneziano.
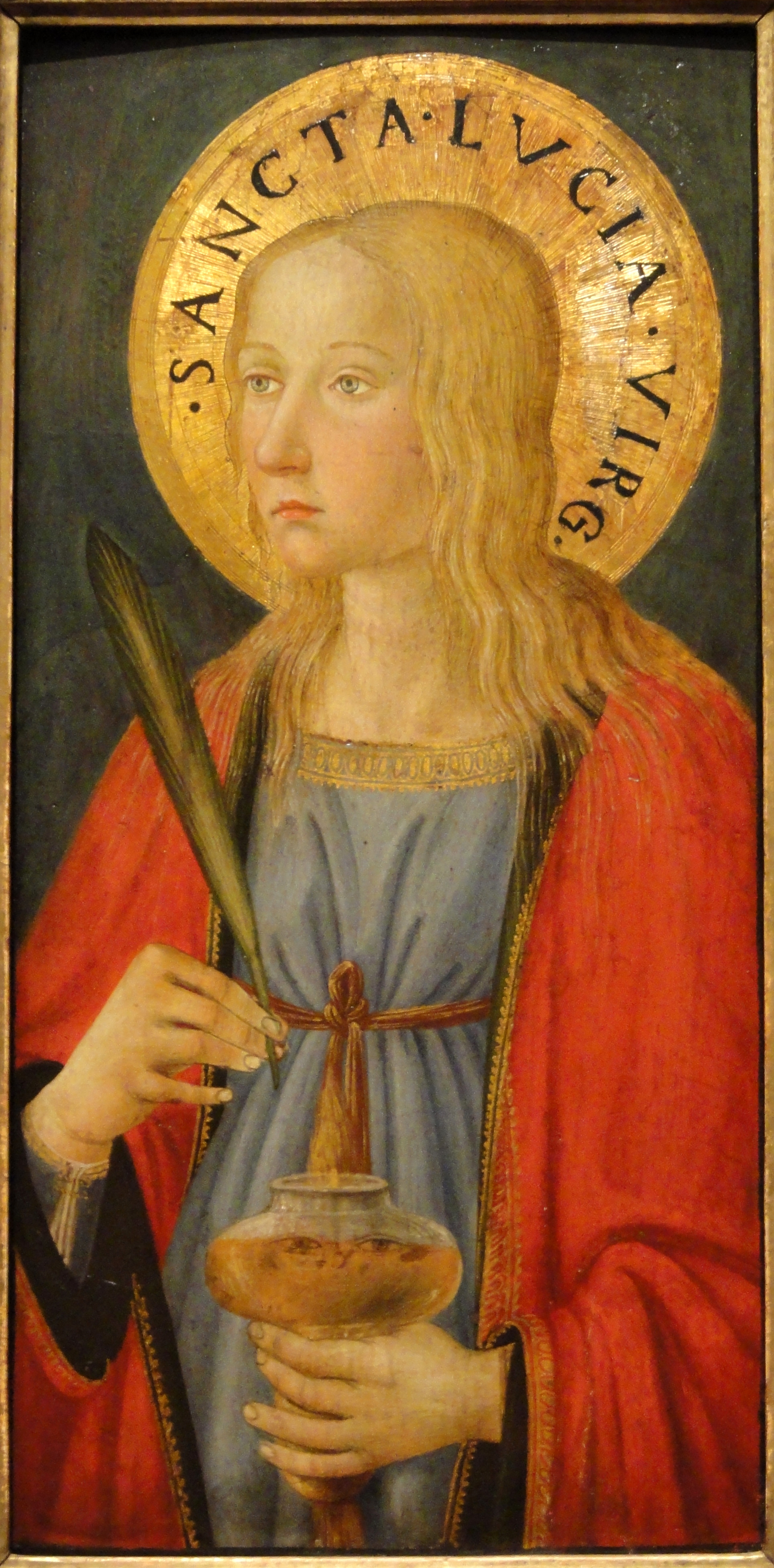
Santa Lucia, Cosimo Rosselli, 1470.
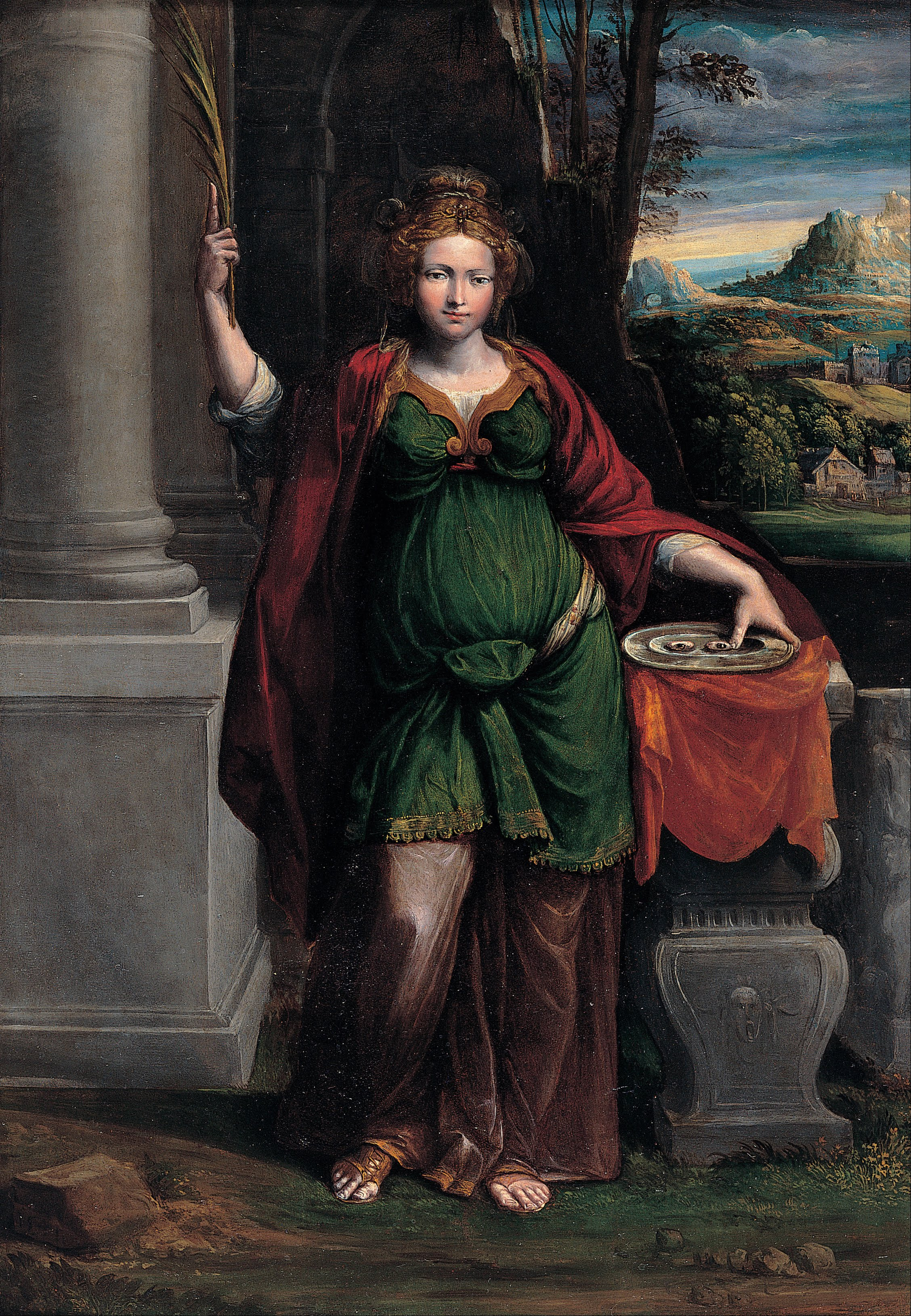
Santa Lucia, Benvenuto Tisi.
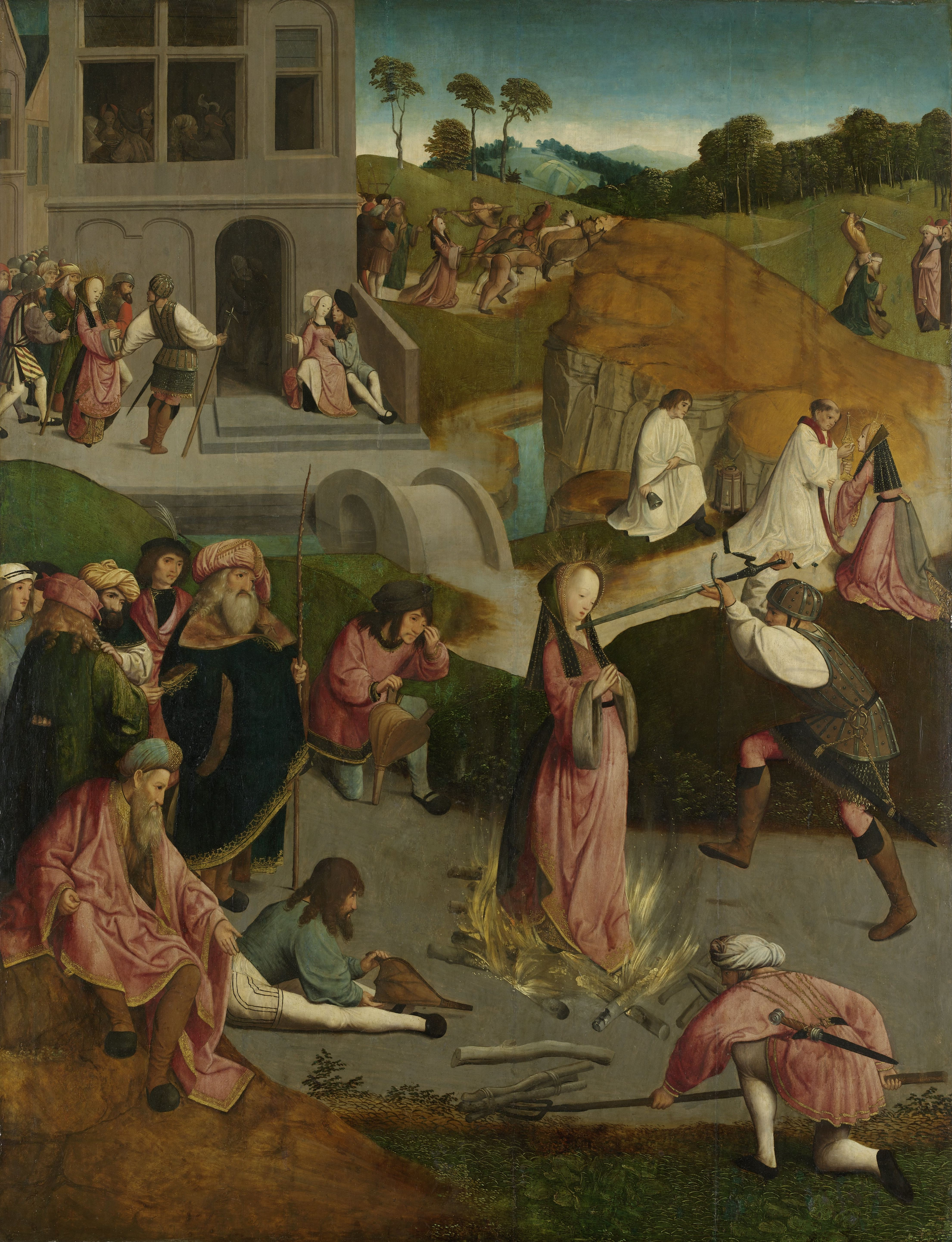
Martirio di santa Lucia, anonimo olandese.
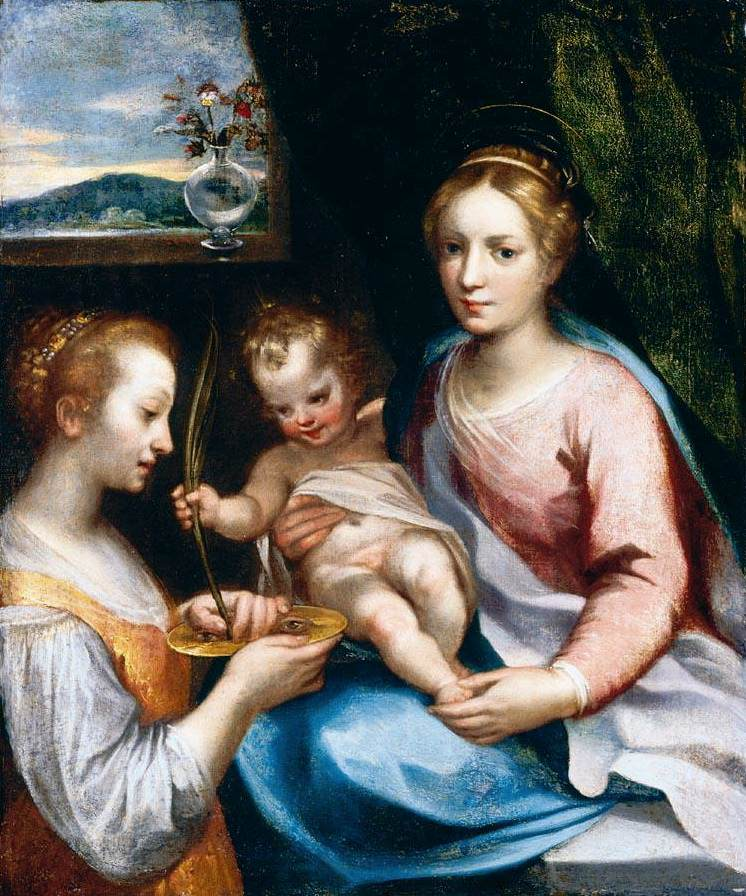
Madonna con Bambino con santa Lucia, Francesco Vanni.
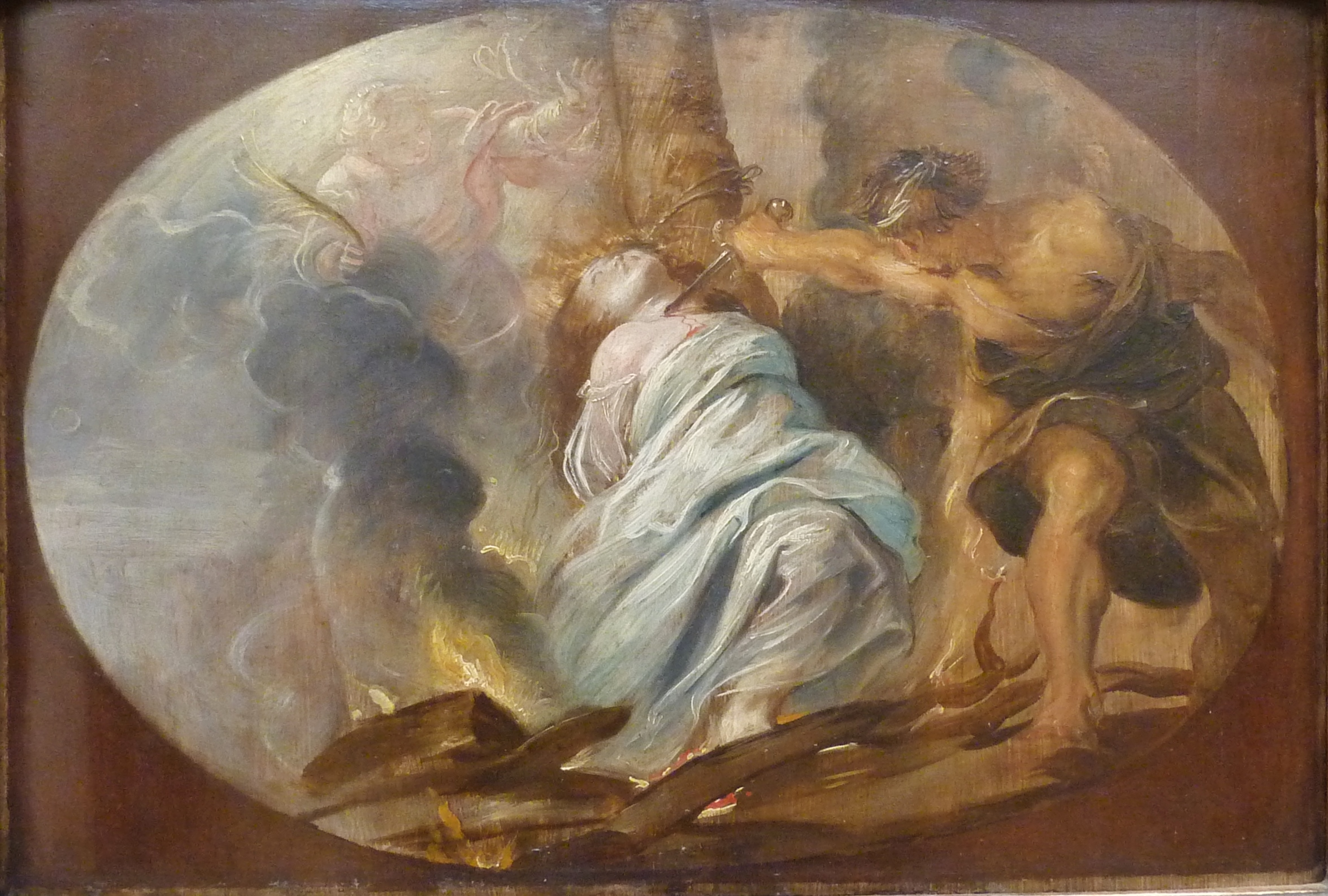
Martirio di santa Lucia, Peter Paul Rubens.
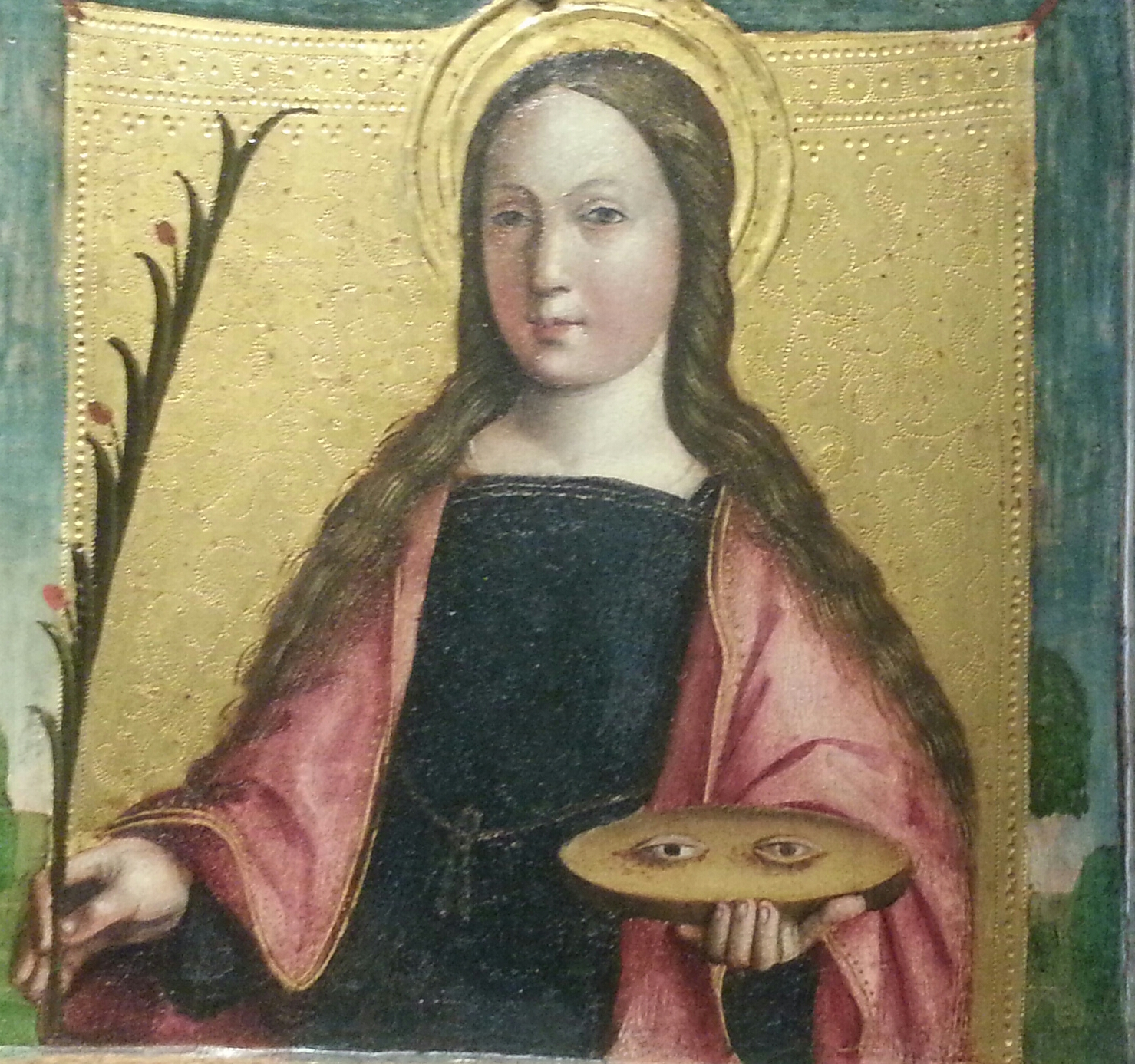
Santa Lucia, Gandolfino da Roreto.